# Sirmaur
Sirmaur è una suddivisione dell'India, classificata come nagar panchayat, di 10.938 abitanti, situata nel distretto di Rewa, nello stato federato del Madhya Pradesh. In base al numero di abitanti la città rientra nella classe IV (da 10.000 a 19.999 persone).

## Geografia fisica
La città è situata a 24° 51' 0 N e 81° 22' 60 E e ha un'altitudine di 290 m s.l.m..

## Società

### Evoluzione demografica
Al censimento del 2001 la popolazione di Sirmaur assommava a 10.938 persone, delle quali 5.887 maschi e 5.051 femmine. I bambini di età inferiore o uguale ai sei anni assommavano a 1.695, dei quali 907 maschi e 788 femmine. Infine, coloro che erano in grado di saper almeno leggere e scrivere erano 6.611, dei quali 4.141 maschi e 2.470 femmine.